# 7803 Adachi
Adachi (asteróide 7803) é um asteróide da cintura principal, a 2,6580726 UA. Possui uma excentricidade de 0,04607 e um período orbital de 1 698,92 dias (4,65 anos).
Adachi tem uma velocidade orbital média de 17,84298808 km/s e uma inclinação de 4,99413º.
Este asteróide foi descoberto em 4 de Março de 1997 por Takao Kobayashi.